# Donneloye
Donneloye (dt. veraltet: Niderleuwen oder Niderlöwen) ist eine politische Gemeinde im Distrikt Jura-Nord vaudois des Kantons Waadt in der Schweiz. Auf den 1. Januar 2008 erfolgte die Fusion von Donneloye mit Gossens und Mézery-près-Donneloye zur neuen Gemeinde Donneloye, der sich auf den 1. Januar 2012 auch die bisherige Gemeinde Prahins angeschlossen hat.

## Geographie

Luftbild (1964)

Donneloye liegt auf 540 m ü. M., 7 km ostsüdöstlich der Bezirkshauptstadt Yverdon-les-Bains (Luftlinie). Das Haufendorf erstreckt sich auf einer Geländeterrasse am östlichen Talhang der Mentue, im Molassehügelland des nördlichen Waadtländer Mittellandes.
Die Fläche des 3,7 km² grossen Gemeindegebiets umfasst einen Abschnitt des Hügellandes zwischen dem Neuenburgersee und dem Broyetal. Der Gemeindeboden erstreckt sich von der Mentue ostwärts über die Talniederung und die Terrasse von Donneloye am rechten Talhang bis auf die angrenzenden Höhen unterhalb von Mézery-près-Donneloye. Am Hang von La Coudre wird mit 630 m ü. M. der höchste Punkt der Gemeinde erreicht. Im Süden bildet das in die Molasseschichten eingetiefte Tal des Baches Le Lombrax, eines Nebenflusses der Mentue, abschnittsweise die Grenze. Von der Gemeindefläche entfielen 1997 6 % auf Siedlungen, 35 % auf Wald und Gehölze, 58 % auf Landwirtschaft und etwas weniger als 1 % war unproduktives Land.
Zu Donneloye gehören einige Einzelhöfe und die Mühleweiler Isard und Moulin du pont. Die Nachbargemeinden von Donneloye sind im Norden Yvonand, im Nordosten Molondin, im Osten Démoret, im Südosten Montanaire, im Süden Bioley-Magnoux, im Südwesten Orzens und im Westen Cronay.

## Bevölkerung
Mit 919 Einwohnern (Stand 31. Dezember 2023) gehört Donneloye zu den kleinen Gemeinden des Kantons Waadt. Von den Bewohnern sind 93,8 % französischsprachig, 3,8 % deutschsprachig und 1,3 % portugiesischsprachig (Stand 2000). Die Bevölkerungszahl von Donneloye belief sich 1850 auf 282 Einwohner, 1900 auf 382 Einwohner. Danach wurde aufgrund starker Abwanderung bis 1970 eine Abnahme auf 245 Einwohner verzeichnet; seither wurde wieder eine leichte Bevölkerungszunahme registriert.

## Wirtschaft
Donneloye war bis in das 20. Jahrhundert ein vorwiegend durch die Landwirtschaft geprägtes Dorf. Noch heute haben der Ackerbau, der Obstbau und die Viehzucht eine wichtige Bedeutung in der Erwerbsstruktur der Bevölkerung. Weitere Arbeitsplätze sind im lokalen Kleingewerbe und im Dienstleistungssektor vorhanden. Vor allem während des 19. Jahrhunderts war Donneloye Standort mehrerer handwerklicher Betriebe, darunter befand sich eine Mühle, eine Sägerei, eine Wollspinnerei und ein metallverarbeitender Betrieb. Heute sind im Dorf der Maschinenbau und die Feinmechanik vertreten. In den letzten Jahrzehnten hat sich Donneloye auch zu einer Wohngemeinde entwickelt. Einige Erwerbstätige sind deshalb Wegpendler, die vor allem in Yverdon arbeiten.

## Verkehr
Die Gemeinde ist verkehrstechnisch recht gut erschlossen. Sie liegt an der Hauptstrasse von Yverdon nach Moudon, die hier von der Strassenverbindung Yvonand – Bercher gekreuzt wird. Durch einen Postautokurs, der von Yverdon nach Thierrens verkehrt, ist Donneloye an das Netz des öffentlichen Verkehrs angebunden.

## Geschichte
Die erste urkundliche Erwähnung des Ortes erfolgte im 12. Jahrhundert unter dem Namen Donna Lui. Später erschienen zahlreiche weitere Schreibweisen: Donelui (1142), Donnolui (1150), Domnolui (1157), Donneluy und Donneloia (1174), Domnelaia und Donnelue (1177), Doneliua (1214), Donnellue (1228), Donnaluy und Dogne Eluye (1230), Domnoloia und schliesslich Dompneloye (1423). Der Ortsname geht auf die heilige Lucia zurück, die in Syrakusa gelebt hatte.

Altes Wappen von Donneloye

Seit dem 12. Jahrhundert war Donneloye eine eigene Herrschaft; die Herren von Donneloye stammten ursprünglich von der Familie de Goumoëns ab. Nach dem Aussterben des Adelsgeschlechts von Donneloye wurde die Herrschaft unter verschiedenen Familien aufgeteilt und erlebte in der Folge zahlreiche Besitzerwechsel, bis die Familie Loys-Villardin 1652 fast die ganze ehemalige Herrschaft wieder in ihren Besitz brachte. 1711 verkaufte sie ihren Besitz an Bern.
Mit der Eroberung der Waadt durch Bern im Jahr 1536 gelangte Donneloye unter die Verwaltung der Vogtei Yverdon und bildete fortan den Sitz eines Kastlaneigerichts. Nach dem Franzoseneinfall im März 1798 und dem folgenden Zusammenbruch des Ancien Régime gehörte das Dorf bis 1803 während der Helvetik zum Kanton Léman, der anschliessend mit der Inkraftsetzung der Mediationsverfassung im Kanton Waadt aufging. Schon 1798 wurde es dem Bezirk Yverdon zugeteilt.
Gleichzeitig mit der Gemeindefusion erhielt die neue Gesamtgemeinde Donneloye ein neues Wappen.

## Sehenswürdigkeiten

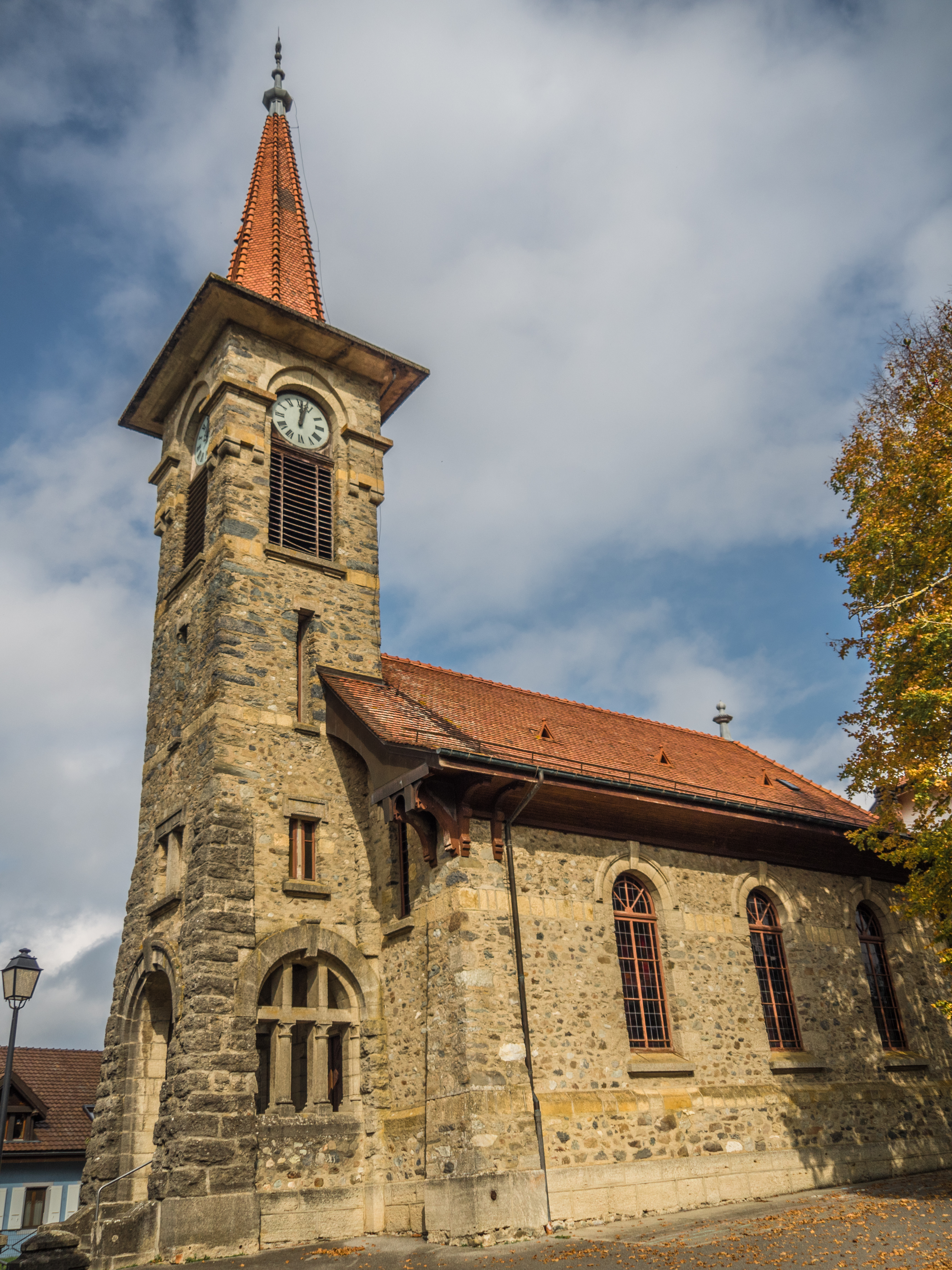
Kirche Notre-Dame von 1903

Die Kirche Notre-Dame wurde bereits im 12. Jahrhundert erbaut, 1664 erfolgte ein umfassender Umbau. Die heutige Kirche mit schlankem hohem Kirchturm stammt von 1903 und hat vom Vorgängerbau nur das Portal und die Kanzel sowie eine Glocke von 1496 übernommen. Das Pfarrhaus wurde 1712 und das Schulhaus 1893 erbaut. Das südlich der Kirche stehende Schloss von Donneloye, Sitz der Familie de Loys-Villardin, stammt aus dem 15. Jahrhundert und besitzt im Garten einen Rundturm, der wahrscheinlich als Taubenschlag diente.